# Ptychadena mahnerti
Ptychadena mahnerti là một loài ếch trong họ Ptychadenidae.
Nó được tìm thấy ở Kenya và có thể cả Uganda.
Các môi trường sống tự nhiên của chúng là đồng cỏ ở cao nhiệt đới hoặc cận nhiệt đới, đầm nước, đầm nước ngọt, vùng đồng cỏ, và ao. Loài này đang bị đe dọa do mất môi trường sống.